# Omdurmán
Omdurmán (arab nyelven: أم درمان) Szudán legnagyobb városa, Kartúm államban. Kartúm városával szemben, a Nílus folyó nyugati partján fekszik. Lakossága mintegy 2,4 millió fő volt 2008-ban.  Omdurmán (Umm Durmān) a szomszédaival, Észak-Kartúm (al-Bahrī) és Kartúm (Hartúm) városokkal együtt az ország ipari és kulturális központját formálja, amelyekkel együtt  az Ugandából érkező Fehér-Nílus és az Etiópiából érkező Kék-Nílus összefolyásánál egy óriási, hatmilliós metropoliszt alkot.
A várost – a korábbi, jelentéktelen falu helyén – Muhammad Ahmad al-Mahdi vallási vezető alapította 1884-ben, akinek a síremléke is a városban van. Az 1898-as omdurmáni csatában az angolok megverték Mahdi követőit, és újra Kartúm lett a főváros. Omdurmán Mahdi óta a vallási fanatizmus fő fészke maradt.
Gazdaságilag elsősorban a fejlett kézművesség, arany és ezüst megmunkálása, ékszerkészítés és a nagykereskedelem jellemző Omdurmánban.

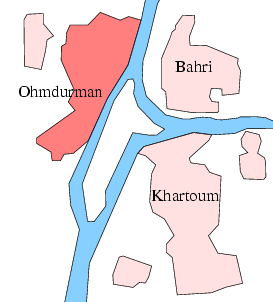
Omdurmán Kartúmmal és Bahrival

## Fordítás
Ez a szócikk részben vagy egészben  az   Omdurman című angol Wikipédia-szócikk fordításán alapul.  Az eredeti cikk szerkesztőit annak laptörténete sorolja fel. Ez a jelzés csupán a megfogalmazás eredetét és a szerzői jogokat jelzi, nem szolgál a cikkben szereplő információk forrásmegjelöléseként.